# Художественный музей Спрингвилла
Художественный музей Спрингвилла (англ. Springville Museum of Art; сокр. SMA) — культурное учреждение США, расположенное в городе Спрингвилл. Является старейшим музеем в штате Юта. В 1986 году был внесён в Национальный реестр исторических мест США как Художественная галерея высшей школы Спрингфилда (англ. Springville High School Art Gallery).

## История
Художественная активность В Спрингвилле началось в 1903 году, когда художник Джон Хафен и скульптор Сайрус Даллин пожертвовали городу ряд своих работ. В 1907 году в дар городу свои работы отдали еще несколько художников Юты. В 1925 году в музей были переданы работы из Smart Collection, в 1948 году - из Steed Collection, в 1968 - из Lund-Wassmer Collection.
Здание музея было построено в 1936-1937 годах по проекту архитектора Клода Эшворта (англ. Claud S. Ashworth, 1885-1971) в стиле Spanish Colonial Revival architecture и посвящено девятому президенту Церкви Иисуса Христа Святых последних дней Дэвиду Маккею (англ. David O. McKay, 1873-1970). В 1964 году оно было реконструировано и расширено - было пристроено двухэтажное крыло в качестве подарка от фонда Clyde Foundation. В 1998 году площади музея были увеличены на 1900 м² - для художественной галереи музея.
Музей известен своей коллекцией искусства штата Юта, охватывающей период от первых поселенцев до наших дней. В девяти постоянных экспозициях представлены большинство крупных художников и художественных стилей Юты. Здесь находится около трёхсот полотен более 250 художников, включая Уильяма Кендалла, Doug Snow, Lee U. Bennion, Mahonri Young, Dan Weggeland и LeConte Stewart.